# Persoană juridică
O persoană juridică este o organizație cu patrimoniu propriu și administrație de sine stătătoare, care se bucură de capacitatea de a avea drepturi și obligații.

## Prezentare generală

### Înființare
Pentru a se putea înființa, persoana juridică necesită trei elemente fără de care nu poate exista - o organizare de sine stătătoare (deci, un sistem administrativ care să-i poată pune în aplicare deciziile și actele juridice), un patrimoniu propriu, și un scop licit, în conformitate cu bunele moravuri și principii ale societății.